# I Wandered Lonely as a Cloud
I Wandered Lonely as a Cloud is een lyrisch gedicht van de Engelse romantische dichter William Wordsworth. Het gedicht, dat ook wel bekendstaat als (The) Daffodils, behoort tot zijn bekendste en meest geliefde en geciteerde gedichten. Er bestaan twee versies van het gedicht. De eerste verscheen in 1807 in Poems in Two Volumes. De tweede, en bekendere, versie verscheen in 1815.
Wordsworth putte zijn inspiratie voor dit gedicht uit een aantekening in het dagboek van zijn zuster Dorothy. Zij maakt daarin gewag van een wandeling die zij op 15 april 1802 met haar broer had gemaakt in de buurt van Grasmere in het Lake District, waar zij destijds met William en diens vrouw Mary woonde in Dove Cottage. Tijdens de wandeling stuitten zij aan de oevers van het meer Ullswater op een langgerekte rij narcissen, die schijnbaar dansend en lachend in de wind veel indruk op haar maakten. Pas in 1804 verwerkte Wordsworth deze herinnering in zijn beroemd geworden gedicht.

## Techniek
De eerste versie van het gedicht telt drie coupletten, de tweede versie vier, in beide gevallen van elk zes regels. Ook werden in de tweede versie enkele woorden veranderd ten opzichte van het oorspronkelijke vers. In beide versies wordt hetzelfde rijmschema toegepast: ababcc. Verder wordt er gebruikgemaakt van alliteratie. Het gebruikte metrum is dat van de jambische tetrameter.

## Inhoud
In de eerste strofe, waarin sprake is van personificatie, beschrijft de dichter de verrassing die hij ervaart als hij het tafereel met de narcissen ontwaart. In de tweede reikt zijn oog verder en ziet hij dat het om een ware bloemenzee gaat. In het derde couplet geeft hij aan dat de dansende bloemenweelde in vrolijkheid kan wedijveren met de golven op het zonnige meer. Op dat moment beseft hij overigens nog niet wat dit beeld voor hem zal betekenen. In het laatste couplet blijkt dat het om een blijvende herinnering gaat, die hem in eenzame momenten van overpeinzing met vreugde kan vervullen.
I wandered lonely as a cloud
That floats on high o'er vales and hills,
When all at once I saw a crowd,
A host, of golden daffodils;
Beside the lake, beneath the trees,
Fluttering and dancing in the breeze.

Continuous as the stars that shine
And twinkle on the milky way,
They stretched in never-ending line
Along the margin of a bay:
Ten thousand saw I at a glance,
Tossing their heads in sprightly dance.

The waves beside them danced; but they
Out-did the sparkling waves in glee:
A poet could not but be gay,
In such a jocund company:
I gazed - and gazed - but little thought
What wealth the show to me had brought:

For oft, when on my couch I lie
In vacant or in pensive mood,
They flash upon that inward eye
Which is the bliss of solitude;
And then my heart with pleasure fills,
And dances with the daffodils.